# Свети Никола (Джидимирци)
Вижте пояснителната страница за други значения на Свети Никола.
„Свети Никола“ (на македонска литературна норма: „Свети Никола“) е възрожденска православна църква във велешкото село Джидимирци, централната част на Северна Македония. Храмът е част от Повардарската епархия на Македонската православна църква – Охридска архиепископия.
Църквата е гробищен храм, разположен на 2 km североизточно от селото. В храма има творби, приписвани на Кръсте Зограф.